# Мендеш, Жилберту
Жилберту Мендеш (порт. Gilberto Mendes, 13 октября 1922, Сантус — 1 января 2016, Сантус) — бразильский композитор.

## Биография
Учился у Клаудио Санторо, в 1962 году и 1968 году занимался в Дармштадте у Анри Пуссёра и Пьера Булеза. В 1962 году организовал фестиваль современной музыки в родном городе. В 1963 году выступил с «Манифестом новой музыки», близким к манифестам и практике бразильских поэтов-конкретистов (Аролдо де Кампос и др.). Преподавал в университетах США, в настоящее время — профессор музыки в университете Сан-Паулу.

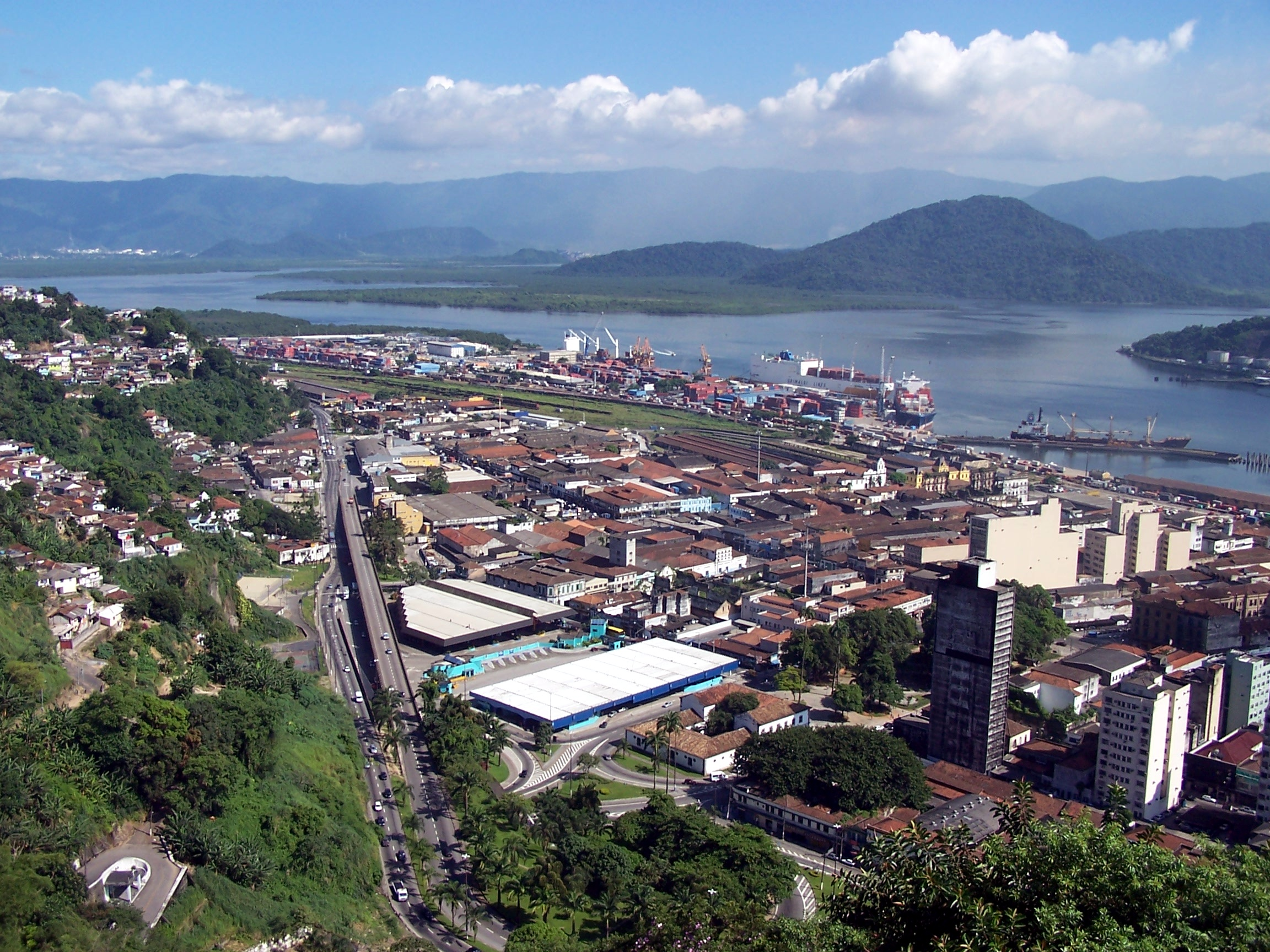
Сантос, вид с горы Монте-Серрат

## Творчество
Автор инструментальных и хоральных сочинений, один из представителей Новой консонантной музыки. Среди его сочинений — Кое-какая музыка для камерного ансамбля (1980), Трио для трубы, тромбона и фортепиано (1983), Три рассказа Кортасара для фортепиано (1985), Улисс в Копакабане для камерного оркестра (1988), Мотет ре минор для смешанного хора (1998), Сонатина моцартиана (2002) , Прелюдии (2005) и др.

## Признание
Почетный член Бразильской академии музыки. Лауреат многочисленных национальных премий, включая Орден за заслуги в культуре (2004). О нём снят документальный фильм «Музыкальная Одиссея Жилберту Мендеша» (2006).

## Тексты о музыке
- Uma odisséia musical: dos mares do sul à elegância pop/art déco. São Paulo: Editora Giordano; Edusp, 1994